# Gianfranco Circati
Gianfranco Circati (Fidenza, 2 febbraio 1971) è un allenatore di calcio ed ex calciatore italiano, di ruolo difensore.

## Biografia
È padre di Alessandro Circati, difensore del Parma.

## Carriera

### Giocatore
Originario di Salsomaggiore Terme, dopo gli esordi nel Gruppo Sportivo Combi (in compagnia di Nicola Berti) passa nelle giovanili del Parma, con cui ottiene la promozione in Serie A nel 1990 senza tuttavia scendere mai in campo.
Nelle stagioni successive viene ceduto in prestito nelle serie inferiori: gioca nel Siracusa e nel Ravenna in serie C1 e nel Modena con cui gioca due campionati in serie B realizzando la sua prima rete tra i professionisti. Nel 1993 passa in prestito alla Salernitana: con i granata ottiene la promozione in B nella stagione 1993-1994. Rientrato a Parma, nell'autunno successivo viene ceduto nuovamente alla Salernitana insieme a Mario Lemme: con i campani sfiora l'aggancio alla serie A, disputando 17 partite, per un totale di 46 presenze in maglia granata.
In seguito milita nel Savoia, con cui gioca 25 partite in C1, e nella stagione successiva torna in Serie B con il Cosenza. I calabresi retrocedono in Serie C1, e nell'ottobre 1997 Circati si riavvicina a casa, passando al Fiorenzuola con cui retrocede in C2. Nel gennaio 1999 accetta l'offerta del Perth Glory, squadra della massima serie australiana, con cui disputa 14 partite di campionato.
Nel marzo 2000 torna in Italia, ingaggiato dal Treviso, squadra che milita tra i cadetti. A fine stagione si trasferisce al Cagliari con cui scende in campo 27 volte in due stagioni di B, e dopo essersi svincolato dalla formazione isolana, milita nel Padova e nel Varese.
Nel 2005 torna in Australia, questa volta al Perth SC, con cui conclude la carriera.

### Allenatore
Stabilitosi definitivamente a Perth, assume l'incarico di coordinatore del settore giovanile a partire dal 2008. In seguito diventa allenatore in seconda della prima squadra, e nell'agosto 2011 subentra a Ronnie Campbell nel ruolo di allenatore, conquistando la vittoria nel campionato statali nella finale contro il Sorrento.

## Palmarès

### Giocatore

#### Competizioni interregionali
- Serie C2: 1

Ravenna: 1991-1992 (girone A)